# Estación de Pavones
Pavones es una estación de la línea 9 del Metro de Madrid situada bajo la calle de la Hacienda de Pavones, junto al centro de salud, en el barrio del mismo nombre del distrito de Moratalaz.

## Historia

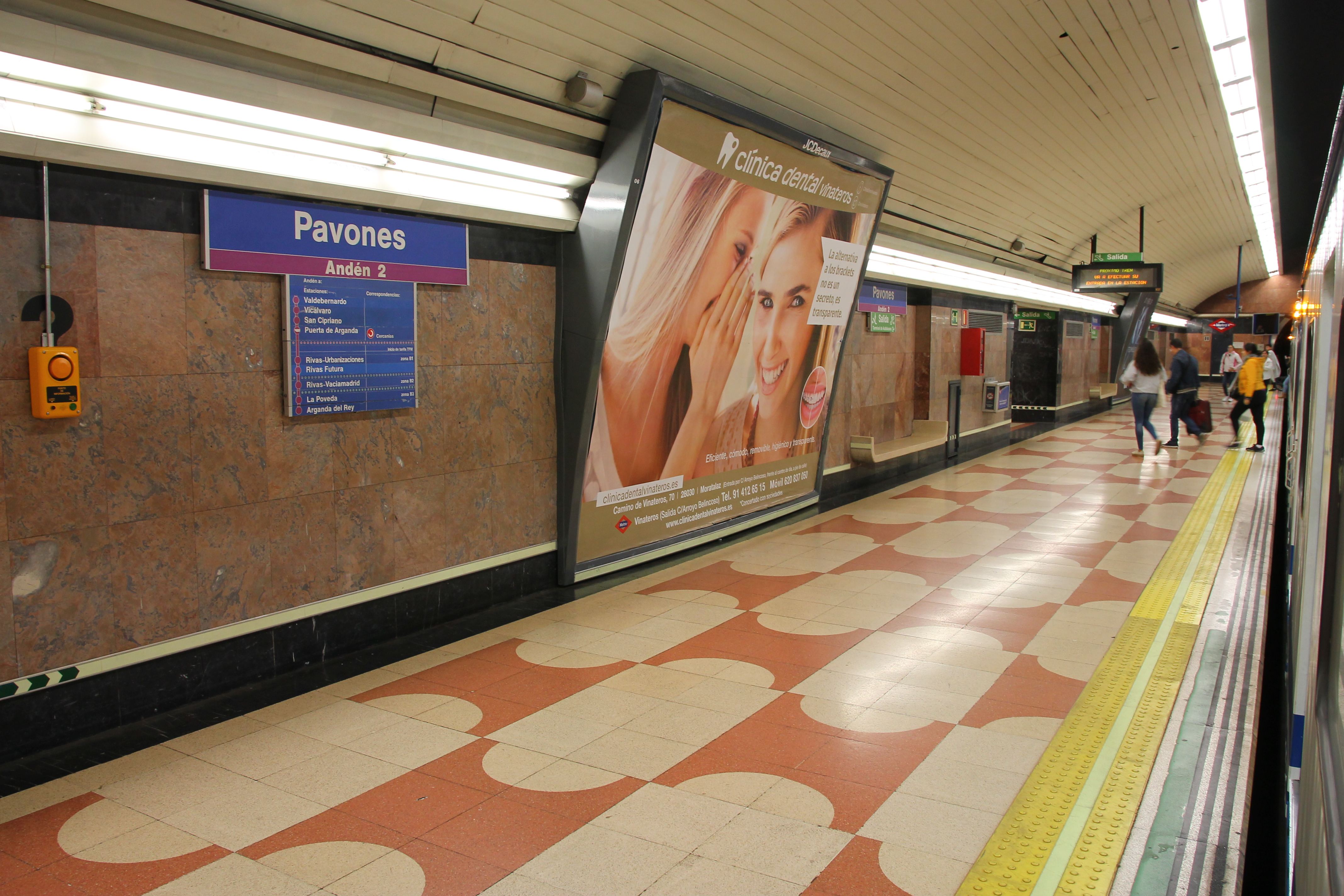
Carteleria de la estación antes de su reforma

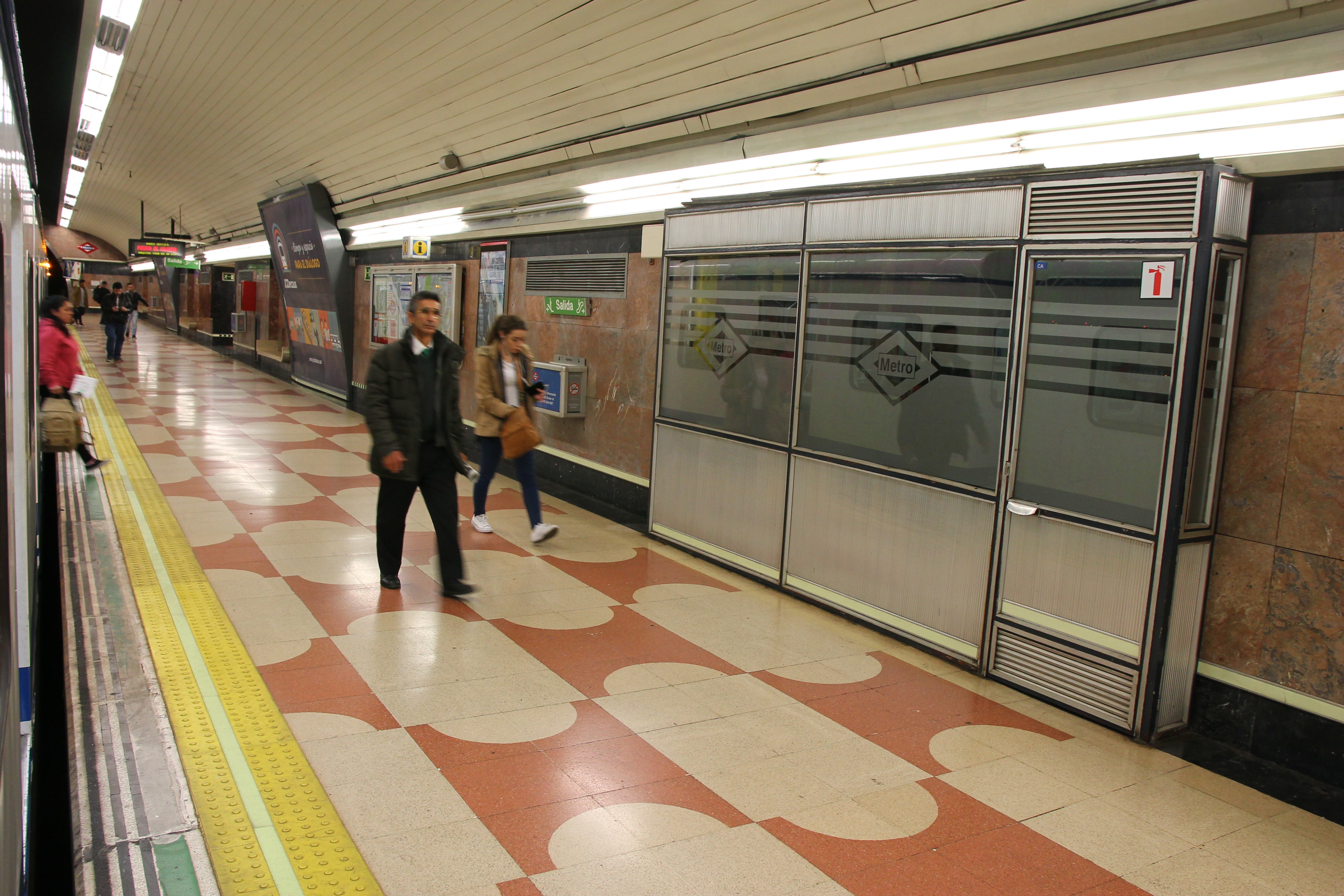
Carteleria de la estación antes de su reforma

La estación abrió al público el 31 de enero de 1980, como parte del primer tramo de la línea 9 entre la estación de Sainz de Baranda y esta estación. Fue cabecera de la línea 9 hasta el 1 de diciembre de 1998, cuando se inauguró la ampliación de la línea 9 entre Pavones y Puerta de Arganda (Vicálvaro), pasándose la cabecera a esta última estación.
En 2005 se construyó en superficie un pequeño intercambiador de autobuses estableciéndose en el mismo las cabeceras de varias líneas que dan servicio al distrito (20, 30, 32, 140, 142 y 144) y estaban muy dispersas concentrando así todas sus cabeceras en un punto. Desde el 17 de marzo de 2013, las líneas ubicadas en el intercambiador de Pavones han reubicado su cabecera en otras paradas del entorno de la estación de Pavones como motivo de las obras de mejora del pavimento del intercambiador. La finalización de dichas obras no tuvo en principio una fecha concreta, dado que en los meses posteriores al cierre se reparó el pavimento en 7 ocasiones volviendo a producirse el hundimiento del pavimento, con la consiguiente imposibilidad de recuperar el servicio. Las obras definitivas comenzaron a lo largo de 2014, finalizando las mismas el 12 de septiembre de 2014, regresando las líneas de autobús a su ubicación original y recuperándose así el servicio normal del área intermodal. Fue remodelada por completo, cambiando paredes de mármol y azulejos de pasillos por vítrex blanco, así como la instalación de tres ascensores para personas con movilidad reducida, haciendo la estación completamente accesible.

## Accesos
Vestíbulo Pavones
- Hacienda de Pavones, impares C/ Hacienda de Pavones, 215
- Terminal de Autobuses C/ Hacienda de Pavones, 342.
- Ascensor C/ Hacienda de Pavones, 340

## Líneas y conexiones

### Metro
| << cabecera   | < estación | línea | estación >    | cabecera >>                                         |
| ------------- | ---------- | ----- | ------------- | --------------------------------------------------- |
| Paco de Lucía | Artilleros |       | Valdebernardo | Arganda del Rey Cambio de tren en Puerta de Arganda |

### Autobuses
NOTA: Debido a las obras de construcción del intercambiador de Conde de Casal, las líneas sombreadas en naranja trasladan su cabecera en la plaza de Conde de Casal hasta Pavones, desde el 17 de febrero de 2025 hasta fin de obras.

Autobuses en el entorno de la estación

| Diurnos                                                 |                            |                                                         |
| Autobuses con cabecera en el área intermodal de Pavones |                            |                                                         |
| Línea                                                   | Destino                    | Parada                                                  |
| 30                                                      | Avenida de Felipe II       | 4422 PAVONES                                            |
| 140                                                     | Canillejas                 | 3031 PAVONES                                            |
| 142                                                     | Ensanche de Vallecas       | 3030 PAVONES                                            |
| 20                                                      | Sol / Sevilla              | 51046 PAVONES                                           |
| 144                                                     | Entrevías                  | 3035 PAVONES                                            |
| 32                                                      | Plaza de Jacinto Benavente | 3042 PAVONES                                            |
| Autobuses pasantes en Pavones                           |                            |                                                         |
| Línea                                                   | Destino                    | Parada                                                  |
| 100                                                     | Valderrivas                | 1054 FUENTE CARRANTONA-HACIENDA DE PAVONES              |
| 100                                                     | Moratalaz                  | 1055 FUENTE CARRANTONA-HACIENDA DE PAVONES              |
| 71                                                      | Puerta de Arganda          | 4371 PAVONES (C/ Hacienda de Pavones frente al N.º 215) |
| E4                                                      | Valdebernardo              | 4371 PAVONES (C/ Hacienda de Pavones frente al N.º 215) |
| 71                                                      | Plaza de Manuel Becerra    | 4372 PAVONES (C/ Hacienda de Pavones, 215)              |
| E4                                                      | Avenida de Felipe II       | 4372 PAVONES (C/ Hacienda de Pavones, 215)              |
| Nocturnos                                               |                            |                                                         |
| Autobuses con cabecera en el área intermodal de Pavones |                            |                                                         |
| Línea                                                   | Destino                    | Parada                                                  |
| N8                                                      | Plaza de Cibeles           | 4422 PAVONES                                            |

| Diurnos                                                   |                                              |                                      |                           |
| Autobuses con cabecera en el área intermodal de Pavones   |                                              |                                      |                           |
| Línea                                                     | Destino                                      | Parada                               | Operador                  |
| 313                                                       | Valdilecha                                   | 3027 PAVONES                         | ALSA                      |
| 341                                                       | Velilla de San Antonio                       | 3029 PAVONES                         | Avanza Movilidad Integral |
| Autobuses con cabecera en la avenida de Fuente Carrantona |                                              |                                      |                           |
| Línea                                                     | Destino                                      | Parada                               | Operador                  |
| 312                                                       | Arganda del Rey (El Mirador)                 | 50064 FTE. CARRANTONA - EST. PAVONES | ALSA                      |
| 312A                                                      | Arganda del Rey (El Mirador) (por La Poveda) | 50064 FTE. CARRANTONA - EST. PAVONES | ALSA                      |
| 326                                                       | Ambite - Mondéjar / Driebes                  | 50071 FTE. CARRANTONA - EST. PAVONES | ALSA                      |
| 336                                                       | Morata de Tajuña                             | 50062 FTE. CARRANTONA - EST. PAVONES | La Veloz                  |
| 337                                                       | Chinchón - Valdelaguna                       | 50063 FTE. CARRANTONA - EST. PAVONES | La Veloz                  |